# Faleristik
Faleristik (av latinska phalerae bröstdekoration) är läran om ordenssamlande vari ingår dokumenterande av ordnar, dekorationer och medaljer med tillbehör (som till exempel förläningsurkunder och statuter) ur historiska, politiska, militära, sociologiska, kulturella och konstnärliga aspekter.

## Ordet faleristiks härkomst
I det gamla Grekland användes begreppet tá fálárá  för ett litet runt eller halvmåneformat tecken. Ordet phalerae var synonymt med den prydnad som hängdes på en häst i form av en liten blank halvmåneformad sköld fäst på pannans och bröstets remtyg och fick i överförd betydelse också beteckna utmärkelsetecken som hängdes synliga på krigarnas bröst. Ordet användes även för en kvinnas bröstsmycken. Romarna övertog sedermera dessa medaljonger.

## Historia
År 1937 stod tjecken Oldřich Pilc för återinförandet av begreppet. Under 1900-talet etablerade sig faleristiken som avgränsning av till och i samverkan med heraldik och i synnerhet numismatik.

## I Sverige
Den 6 mars 2018 grundades Svenska Faleristiska Föreningen huvudsakligen av personer varit involverade i medalj.nu och/eller som driver faleristiska bloggar. Föreningen räknar 2021 ett 40-tal medlemmar.